# Crouy-en-Thelle
Crouy-en-Thelle è un comune francese di 1 089 abitanti situato nel dipartimento dell'Oise della regione dell'Alta Francia.

## Società

### Evoluzione demografica
Abitanti censiti